# الحجف (المحويت)
الحجف هي إحدى قرى الجمهورية اليمنية. وهي تتبع جغرافيًا لمحافظة المحويت. وإداريًا لمديرية الخبت. يبلغ تعداد سكانها 1622 نسمة حسب الإحصاء الذي أجري عام 2004.